# Il motto di spirito
Il motto di spirito (Il motto di spirito e la sua relazione con l'inconscio; in tedesco Der Witz und seine Beziehung zum Unbewußten), è un saggio di Sigmund Freud pubblicato nel 1905. Come L'interpretazione dei sogni (1900) e Psicopatologia della vita quotidiana (1901), Il motto di spirito tratta del cosiddetto processo primario, vale a dire il complesso dei meccanismi comunicativi che caratterizzano il linguaggio dell'inconscio (analogia, condensazione o metafora, spostamento o metonimia, ellissi, equivalenza degli opposti, e così via). Nell'interpretazione freudiana, tali fenomeni mentali hanno lo scopo di nascondere alla coscienza vigile il reale contenuto di un sogno o di un qualsiasi altro evento psichico legato a profonde pulsioni inconsce, come avviene nei casi del lapsus e, appunto, del motto di spirito.

## Sintesi
La tesi sostenuta dal Il motto di spirito è che l'autore di un motto di spirito (battuta) formula un'idea attraverso il codice linguistico dei processi primari (quasi come se stesse, diciamo, "sognando ad occhi aperti"). Tale idea viene poi espressa palesemente attraverso il linguaggio verbale naturale, che Freud classifica come processo secondario, o cosciente. Dall'altra parte, l'ascoltatore opera il processo inverso di decodifica: dall'immagine verbale egli "scende", inconsapevolmente o automaticamente, al suo contenuto primario o inconscio.
Ciò che è indispensabile per connotare la battuta di umorismo, ovvero, ciò che fa scatenare il riso, è il contenuto inconscio dell'immagine espressa verbalmente. Se questo contenuto è assente - come può accadere nei semplici giochi di parole arguti o semplicemente ben costruiti - allora manca l'effetto scatenante della risata liberatoria, così che si potrebbe dire che la battuta è "povera di umorismo".
Quali sono i contenuti del motto di spirito riuscito? Per chi conosce le teorie psicoanalitiche freudiane (psicoanalisi) espresse in quegli stessi anni con i Tre saggi sulla teoria sessuale, la risposta è semplice: il contenuto inconscio del motto di spirito efficace è sempre di natura sessuale.
Come scrive Charles Brenner: "La tecnica della battuta generalmente serve a provocare la liberazione, o lo scarico, di tendenze inconsce, le quali altrimenti non avrebbero avuto il permesso di esprimersi, o che, almeno, non avrebbero potuto esprimersi in maniera così completa."
In parole povere, la "barzelletta" è quel meccanismo comunicativo che ci permette di esprimere pubblicamente fantasie e pulsioni sessuali, attenuandole e mascherandole attraverso il complesso codice dei processi primari, così da coinvolgere emotivamente gli ascoltatori in modo non traumatico e aggressivo, cioè senza cadere nella volgarità imbarazzante di un discorso esplicito e senza veli. Tutto questo senza che nessuno sia consapevole di ciò che sta realmente passando attraverso il discorso. Il fatto di essere compresi e di scatenare il riso implica ovviamente che chi ci ascolta è stato "toccato" nella sua sfera emotiva più profonda.
Fra gli esempi di umorismo verbale citati nel libro è compresa la storiella nota come "paiuolo di Freud".

## Critiche
Alcune delle più recenti critiche alla teoria psicoanalitica freudiana tendono a evidenziare il fatto che essa appare ormai "datata" e condizionata dallo specifico ambiente storico e culturale in cui vissero il celebre medico austriaco e i suoi pazienti. Ciò che all'epoca di Freud poteva suscitare scandalo e riprovazione, soprattutto nell'ambiente della borghesia "benpensante" che dominava la cultura mitteleuropea di inizio secolo, è oggi sicuramente percepito con una sensibilità molto diversa, con meno difese emotive e pregiudizi morali, soprattutto come conseguenza dell'influsso esercitato sulla nostra cultura dai movimenti culturali di liberazione sessuale, soprattutto femministi, degli anni sessanta.
L'idea quindi che la battuta di spirito possa costituire una valvola di sfogo per la liberazione di cariche emotive represse di natura sessuale, è una teoria che può ancora essere recepita in senso generale, nel quadro complessivo delle teorie psicoanalitiche freudiane sulla natura dell'inconscio. Diverso è invece il valore da attribuire al concetto di repressione sessuale così come si manifesta oggi rispetto al mondo di un secolo fa.